# Plemenska vojvodina Saška
Plemenska vojvodina Saška, imenovana tudi Stara Saška, je bila srednjeveška vojvodina, ki je bila v obdobju od konca 9. stoletja do leta 1180 na ozemlju med spodnjim Renom, spodnjo Labo in porečjem Eiderja.
V zgodnjem srednjem veku so to ozemlje naseljevala različna saška plemena. Med leti 772 in 804 jih je postopoma podjarmil Karel Veliki, jim vsilil krščanstvo in jih vključil v Frankovsko cesarstvo. Viri nekatere voditelje iz takratnega časa (Widukind, Ekbert, Cobbo I.) omenjajo z nazivom dux, pri čemer pa ni jasno, kakšna je bila njihova dejanska oblast.
Ob delitvi cesarstva leta 843 je ozemlje pripadlo Vzhodnofrankovski državi kralja Ludvika II. Nemškega. Na Saškem se je začela uveljavljati rodbina Ludvikovega vojskovodje Liudolfa († 866), Liudolfinci. Njegov sin Oton Razsvetljeni († 912) je v analih opatije Hersfeld (danes v Bad Hersfeld) omenjen kot dux, vendar se zdi, da ga frankovski vladarji kot takega niso priznavali. Vsekakor je bil dovolj vpliven, da se je lahko poročil s Hedviko, hčerko babenberškega grofa Henrika († 886), ki je bil slavni vojskovodja (princeps militiae) kraljev Ludvika III. mlajšega in Karla III. Debelega. Med tem ko so vsi Hedvikini bratje padli v medsebojnem obračunu dveh tekmujočih frankovskih rodbin, Babenberžanov in Konradincev, je Otonu uspelo prevzeti vpliven položaj svojega tasta in pod svojo oblastjo združiti vojvodino Saško. Njegov sin, saški vojvoda Henrik Ptičar, je za kraljem Konradom I. postal vzhodnofrankovski kralj (919). 
Henrikov naslednik, kralj in cesar Oton I. Veliki, je zaupal vojaška pooblastila saškega vojvode mejnemu grofu Hermanu Billungu, ki je v boju proti Slovanom prodrl čez Labo daleč na vzhod. Ob dolgotrajnih Otonovih odsotnostih v Italiji je na saškem vladal kot samostojen vojvoda. Otonov naslednik, kralj in cesar Oton II., je Hermanovemu nasledniku, Berenhardu I., priznaval naslov saškega vojvode.
Billungi so bili saški vojvode do leta 1106, ko je po smrti vojvode Magnusa, ki ni imel sina, nemški kralj Henrik V. podelil vojvodski naslov saškemu knezu Lotarju Supplinburškemu. Ta je Henrika V. nasledil tudi kot kralj in cesar. Pred smrtjo je naslov saškega vojvode zapustil svojemu zetu, bavarskemu vojvodi Henriku Ponosnemu iz rodbine Welfov. Novi nemški kralj Konrad III. se s tem ni strinjal, a svoje volje zaradi nasprotovanja saškega plemstva ni mogel uveljaviti; njegov kandidat, Albert Medved, se po nagli smrti Henrika Ponosnega (1139) ni mogel uveljaviti in Konrad je bil leta 1142 prisiljen podeliti naslov saškega vojvode Henrikovemu mladoletnemu sinu Henriku Levu.
Henrik Lev, od leta 1156 tudi bavarski vojvoda, je dobro sodeloval s svojim bratrancem, novim nemškim kraljem in cesarjem Friderikom I. Barbaroso do leta 1176, ko je odklonil sodelovanje v Friderikovi ponovni vojni proti lombardskim mestom. Tedaj je med njima izbruhnilo staro sovraštvo med Štaufovci in Welfi. Friderik je leta 1180 Henriku Levu odvzel obe vojvodini. Staro saško vojvodino je ukinil. Z gelnhausensko listino je dodelil njen jugo-zahodni del kot novo vojvodino Vestfalijo kölnski nadškofiji, nekatera nepovezana ozemlja na severovzhodu vojvodine pa je skupaj z naslovom dux Saxoniae dodelil Bernhardu, najmlajšemu sinu Alberta Medveda iz rodu Askanijcev. Henrik Lev je lahko obdržal le alodijalno saško posest, deželi Braunschweig in Lüneburg. Na ozemlju nekdanje vojvodine je nastalo še več manjših grofij in škofij, podrejenih direktno kralju.

Tabela saških plemenskih vodij:
| Ime                          | Čas vladanja | Rodbina      | Pripomba |
| ---------------------------- | ------------ | ------------ | --- |
| Widukind                     | 777–785      | Odoni        | |
| Ekbert                       |              | Ekbertinci   | |
| Cobbo                        |              | Ekbertinci   | |
| Oton I. Saški (Razsvetljeni) | –912         | Liudolfinci  | |
| Henrik I. Ptičar             | 912–936      | Liudolfinci  | tudi vzhodnofrankovski kralj (919–936)                                                                                    |
| Oton II. Saški               | 936–960      | Liudolfinci  | kot Oton I. tudi vzhodnofrankovski kralj (936–973), cesar Svetega rimskega cesarstva (962–973) in kralj Italije (951–973) |
| Herman I.                    | 960–973      | Billungi     | od 939 mejni grof in princeps militiae na Saškem                                                                          |
| Bernhard I.                  | 973–1011     | Billungi     | |
| Bernhard II.                 | 1011–1059    | Billungi     | |
| Oldulf                       | 1059–1072    | Billungi     | |
| Magnus                       | 1072–1106    | Billungi     | |
| Lotar                        | 1106–1137    | Supplinburgi | tudi nemški kralj (1125–1137), cesar Svetega rimskega cesarstva (1133–1137) in kralj Italije (1128–1137)                  |
| Henrik II. Ponosni           | 1137–1139    | Welfi        | tudi bavarski vojvoda (1126–1139)                                                                                         |
| Albert I. Medved             | 1138–1142    | Askanijci    | tudi mejni grof Brandenburga (1157–1170)                                                                                  |
| Henrik III. Lev              | 1142–1180    | Welfi        | tudi bavarski vojvoda (1156–1180)                                                                                         |